# Karl von Seebach
Karl Albert Ludwig von Seebach (Weimar, 13 agosto 1839 – Gottinga, 21 gennaio 1880) è stato un paleontologo, vulcanologo e geologo tedesco.

## Biografia
Studiò geologia e paleontologia a Breslavia avendo come insegnante Ferdinand von Roemer, con il quale intraprese un viaggio scientifico in Russia. Studiò alle università di Gottinga e Berlino dove fu  allievo di Heinrich Ernst Beyrich. Nel 1862 conseguì il dottorato a Gottinga con una tesi sulla conchiglia del Triassico di Weimar.
Nel 1864 intraprese un viaggio in Centro America, dove studiò i fenomeni vulcanici della regione. Nel 1866 ebbe l'opportunità di assistere alle eruzioni vulcaniche nel Mar Egeo (Nea Kameni, caldera di Santorini).

## Opere principali
- Originalkarte des nordwestlichen Theiles von Costarica zur Übersicht der Reisen, 1865.
- Ueber den Vulkan von Santorin und die Eruption von 1866, 1867.
- Ueber die Wellen des Meeres und ihre geologische Bedeutung, 1872.
- Central-Amerika und der interoceanische Canal, 1873.
- Ueber Vulkane Centralamerikas, 1892[3]